# 上の山古墳群
上の山古墳群（うえのやまこふんぐん）はかつて神奈川県横浜市都筑区仲町台にあった古墳時代の古墳群。確実なもので4基からなる。港北ニュータウン遺跡群の1つで、中世の墓地などをも含む複合遺跡・上の山遺跡を構成していた。

## 概要

### 立地
鶴見川の支流・大熊川の形成した谷戸（大熊谷戸）に面する標高40mほどの仲町台の台地から、南向きに張り出す尾根筋と、その西側に入り込む小支谷の範囲を、当遺跡範囲とする。この南向きに張り出す尾根筋の北側は、台地に接続し、大熊仲町遺跡（おおくまなかまちいせき）という別の遺跡が隣接して広がる。また尾根筋西側の小支谷のさらに西側にある尾根は上台の山遺跡（うえだいのやまいせき）という遺跡となっている。

### 調査の背景
現在の都筑区（かつては緑区・港北区）地域は、かつては多摩丘陵の一角として丘陵（森林）と谷戸（田畑）の広がる典型的な里山であった。1965年（昭和40年）に発表された港北ニュータウン事業は、この里山地帯を30万人規模の一大住宅地に改造する都市計画であり、この未曾有の開発工事によって、開発区域内に広がる268箇所もの周知の埋蔵文化財包蔵地（遺跡）のうち、200箇所以上が1970年（昭和45年）から1989年（平成元年）まで、約20年かけて発掘調査されることとなった（港北ニュータウン遺跡群）。上の山遺跡および古墳群は、この過程で1988年（昭和63年）10月20日から1989年（平成元年）6月7日にかけて発掘調査された。現在は尾根が削平され、住宅地となっている。

### 調査結果
上の山遺跡としては、南向き尾根筋・および西側の谷戸内のエリア約16500㎡が調査され、旧石器時代から中世～近世日本至る各種遺構が重層的に検出され、この中に上の山古墳群も含まれていた。古墳群は、5世紀末～6世紀初頭の築造とみられ、円墳3基・方墳1基の4基の高塚古墳と横穴墓2基からなる。
南北向きの尾根筋上に縦1列に築造されており、北側にから1号～4号墳と付番された。ただし、築造順序は南の尾根末端から4号→3号→2号→1号の順と見られている。
- 1号墳は、直径19.4mの円墳。幅1.6m～2.4mの周溝をもつ。墳丘上部が構成の削平をうけ、埋葬主体部が残存していなかったが、土師器類が出土した。
- 2号墳は、直径15.6mの円墳。幅1.3m～2.3mの周溝をもつ。墳丘上部が構成の削平をうけ、埋葬主体部が残存していなかったが、土師器類が出土した。
- 3号墳は、一辺9.5mの方墳。唯一の方墳だが、四辺に外側に張り出す円みをもち「胴張隅円方墳」と形容される。幅1.1m～1.8mの周溝をもち、周溝覆土から土師器類が出土した。埋葬主体部が残存しており、箱形木棺から布に巻かれた剣・直刀が出土した。
- 4号墳は、直径13.5mの円墳。幅0.9m～2.5mの周溝をもつ。周溝からは土師器類が出土した。埋葬主体部が残存しており、粘土槨内に割竹形木棺から鉄鏃・刀子が出土した[8]。

なお、確実な古墳は上記の円墳3基・方墳1基からなる4基だが、古墳群の立地する尾根筋北側の台地に広がる、縄文時代の環状集落を主体とする大熊仲町遺跡（おおくまなかまちいせき）の遺跡範囲内で、当古墳群に隣接する地点で円形の周溝が検出されており、これが古墳跡であれば、本来5基で構成されていた可能性もある。
当古墳群を築造したのは、大熊川を挟んで南の対岸に存在した東原遺跡の集落（横浜市立折本小学校内）を営んだ集団の長と見られ、矢崎山古墳の被葬者のように5世紀後半段階で鶴見川・早渕川流域に勢力を伸ばした新興首長墓と考えられている。